# Diego Cortés
Diego Cortés Padilla (ur. 18 czerwca 1998 w Guadalajarze) – meksykański piłkarz występujący na pozycji prawego obrońcy.